# Columnea rileyi
Columnea rileyi är en tvåhjärtbladig växtart som först beskrevs av Wiehler, och fick sitt nu gällande namn av J.F. Smith. Columnea rileyi ingår i släktet Columnea och familjen Gesneriaceae. Inga underarter finns listade i Catalogue of Life.